# ISO 3166-2:NI
Die Liste der ISO-3166-2-Codes für  Nicaragua enthält die Codes für die 15 Verwaltungsbezirke (Departamentos) und die zwei autonomen Gebiete (Comunidades Autónomas).

Die Codes bestehen aus zwei Teilen, die durch einen Bindestrich voneinander getrennt sind. Der erste Teil gibt den Landescode gemäß ISO 3166-1 (für  Nicaragua NI), der zweite den Code für den Verwaltungsbezirk und das autonome Gebiet wieder.
Die aktuellen Codes stehen auf der Seite der ISO unter #iso:code:3166:NI zur Verfügung.

## Kodierliste

Verwaltungsbezirke und autonome Gebiete in Nicaragua

### Bezirke
| Bezirk        | Code  |
| ------------- | ----- |
| Boaco         | NI-BO |
| Carazo        | NI-CA |
| Chinandega    | NI-CI |
| Chontales     | NI-CO |
| Estelí        | NI-ES |
| Granada       | NI-GR |
| Jinotega      | NI-JI |
| León          | NI-LE |
| Madriz        | NI-MD |
| Managua       | NI-MN |
| Masaya        | NI-MS |
| Matagalpa     | NI-MT |
| Nueva Segovia | NI-NS |
| Rio San Juan  | NI-SJ |
| Rivas         | NI-RI |

### Autonome Gebiete
| Gebiet             | Code  |
| ------------------ | ----- |
| Costa Caribe Norte | NI-AN |
| Costa Caribe Sur   | NI-AS |